# Кумбос
Кумбо́с — гірська вершина у східній частині Великого Кавказу. Знаходиться на півночі Азербайджану.